# Samhällsvetenskapsprogrammet
Samhällsvetenskapsprogrammet (SP) är en gymnasial utbildning i Sverige som främst inriktar sig på samhällsorienterande ämnen. Programmet är ett så kallat högskoleförberedande gymnasieprogram, vilket innebär att fokus ligger på att förbereda eleverna inför vidare studier.

## Kurser inom gymnasiegemensamma ämnen
Kurser inom de ämnen som läses på samtliga högskoleförberedande program, och som läses inom samtliga inriktningar:
- Engelska 5, 100p
- Engelska 6, 100p
- Historia 1b, 100p
- Idrott och hälsa 1, 100p
- Matematik 1b, 100p
- Matematik 2b, 100p
- Naturkunskap 1b, 100p
- Religionskunskap 1, 50p
- Samhällskunskap 1b, 100p
- Svenska 1, 100p eller Svenska som andraspråk 1, 100p
- Svenska 2, 100p eller Svenska som andraspråk 2, 100p
- Svenska 3, 100p eller Svenska som andraspråk 3, 100p

### Kurser inom programgemensamma ämnen
Kurser inom samtliga inriktningar:
- Filosofi 1, 50p
- Moderna språk 200p. Har eleven godkänt betyg i ett språk inom grundskolans språkval kan eleven välja steg 3 och sedan steg 4 inom det språket eller steg 1 inom ett nytt språk. Har eleven godkänt betyg inom grundskolans elevens val kan eleven studera vidare det språket på steg 2 och steg 3. Samtliga som studerar moderna språk kan börja på steg 1 på ett nytt språk.
- Psykologi 1, 50p

### Kurser inom inriktningarna

#### Beteendevetenskap
- Ledarskap och organisation, 100p
- Kommunikation, 100p
- Psykologi 2a, 50p
- Samhällskunskap 2, 100p
- Sociologi, 100p

#### Medier, information och kommunikation
- Journalistik, reklam och information 1, 100p
- Medieproduktion 1, 100p
- Medier, samhälle och kommunikation 1, 100p
- Psykologi 2a, 50p

#### Samhällsvetenskap
- Geografi 1, 100p
- Historia 2a, 100p
- Religionskunskap 2, 50p
- Samhällskunskap 2, 100p
- Samhällskunskap 3, 100p

#### Kurser som får erbjudas som programfördjupning för programmet
Följande kurser får väljas av skolan förutsatt att examensmålen uppföljs och de inte krockar med betyg som inte får samligga i slutbetyget:
- Animation 1, 100p
- Animation 2, 100p
- Bild, 100p
- Bild och form 1a1, 50p
- Bild och form 1b, 100p
- Form, 100p
- Biologi 1, 100p
- Digitalt skapande 1, 100p
- Digitalt skapande 2, 100p
- Engelska 7, 100p
- Entreprenörskap, 100p
- Film- och tv-produktion 1, 100p
- Film- och tv-produktion 2, 100p
- Filmproduktion, 100p
- Manus för film och tv, 100p
- Tv-produktion, 100p
- Filosofi 2, 50p
- Fotografisk bild 1, 100p
- Fotografisk bild 2, 100p
- Fotografisk bild 3, 100p
- Geografi 1, 100p
- Geografi 2, 100p
- Geografiska informationssystem, 100p
- Grafisk illustration, 100p
- Grafisk illustration i pixelgrafik, 100p
- Grafisk illustration i vektorgrafik, 100p
- Grafisk kommunikation 1, 100p
- Grafisk kommunikation 2, 100p
- Grafiska arbetsflöden och analysmodeller, 100p
- Gränssnittsdesign, 100p
- Historia 2a, 100p
- Historia 3, 100p
- Humanistisk och samhällsvetenskaplig specialisering, 100p
- Hållbart samhällsbyggande, 100p
- Miljö- och energikunskap, 100p
- Politik och hållbar utveckling, 100p
- Rätten och samhället, 100p
- Film- och tv-kunskap, 100p
- Konstarterna och samhället, 50p
- Kultur- och idéhistoria, 100p
- Samtida kulturuttryck, 100p
- Ledarskap och organisation, 100p
- Film- och interaktiv ljudproduktion, 100p
- Ljudproduktion 1, 100p
- Ljudproduktion 2, 100p
- Radioproduktion, 100p
- Matematik 3b, 100p
- Matematik 4, 100p
- Journalistik, reklam och information 1, 100p
- Journalistik, reklam och information 2, 100p
- Textkommunikation, 100p
- Medieproduktion 1, 100p
- Medieproduktion 2, 100p
- Medier, samhälle och kommunikation 1, 100p
- Medier, samhälle och kommunikation 2, 100p
- Moderna språk, 100p/steg
- Musikproduktion 1, 100p
- Musikproduktion 2, 100p
- Naturkunskap 2, 100p
- Barns lärande och växande, 100p
- Kommunikation, 100p
- Lärande och utveckling, 100p
- Människors miljöer, 100p
- Pedagogiskt ledarskap, 100p
- Psykologi 2a, 50p
- Psykologi 2b, 50p
- Religionskunskap 2, 50p
- Religionskunskap - specialisering, 100p
- Internationell ekonomi, 100p
- Internationella relationer, 100p
- Samhällskunskap 2, 100p
- Samhällskunskap 3, 100p
- Etnicitet och kulturmöten, 100p
- Sociologi, 100p
- Ungdomskulturer, 100p
- Litteratur, 100p
- Retorik, 100p
- Skrivande, 100p
- Utställningsdesign 1, 100p
- Utställningsdesign 2, 100p
- Visuell kommunikation, 100p
- Webbutveckling 1, 100p
- Webbutveckling 2, 100p

#### Individuellt val
Det individuella valet är val mellan kurser som utses av skolan och som inte nödvändigtvis erbjuds som programfördjupning.
- Individuellt val, 200p

#### Gymnasiearbete
Gymnasiearbete görs för att bevisa att man har genomfört en utbildning där man kan examensmålen och krävs för vidare studier.
- Gymnasiearbete SA

## Inriktningar från GY2011
- Beteendevetenskap[2]
- Medier, information och kommunikation[2]
- Samhällsvetenskap[2]

## Inriktningar från GY 2000
- Nationella inriktningar
  - Ekonomi: Företagsekonomi 1 & 2 200 poäng, Rättskunskap 50 p, Internationell ekonomi 50 p, Information och layout 50 p
  - Samhällsvetenskap: Historia 2b 100 p, Samhällskunskap 3 100 p, Religionskunskap 2 50 p, Matematik 3b 100 p
  - Språk: Moderna språk, teckenspråk, latin, grekiska eller engelska 400 p
  - Kultur: Kultur- och idéhistoria 100 p, Litteratur och litteraturvetenskap 50 p, Staden och framtiden 100 p, Historia 3 100 p, Religionskunskap 2 50 p, Geografi 2 100 p, Psykologi 2 50 p, Filosofi 2 50 p, Engelska 7 100 p, Matematik 3b 100 p

- Exempel på lokala inriktningar
  - Internationell: Utöver att flera kurser läses på engelska ingår även dessa kurser i profilen: Retorik 50 p, Internationella relationer ("International relations") 50 p, Utomeuropeisk litteratur 50 p, Kulturer i världen 50 p, Religionskunskap 2 50 p
  - Musik: Kultur- och idéhistoria 100 p, Gehörs- och Musiklära 1 100 p, Instrument/sång nivå 1 50 p, Körsång 1 50 p, Ensemble 1 100 p
  - Ledarskap
  - Global
  - Beteende